# Фомітопсисові
Фомітопсисові (Fomitopsidaceae) — родина базидіомікотових грибів порядку поліпоральних (Polyporales). Включає понад 400 видів. Поширені, переважно, у помірній зоні північної півкулі. Гриби цієї родини паразитують на деревах і є причиною утворення гнилі, що шкодить деревам та може призвести до загибелі рослини.

## Роди
- Amylocystis
- Antrodia
- Auriporia
- Anomoporia
- Buglossoporus
- Climacocystis
- Coriolellus
- Dacryobolus
- Daedalea
- Donkioporia
- Fibroporia
- Fomitella
- Fomitopsis
- Fragifomes[3]
- Gilbertsonia
- Ischnoderma
- Laetiporus
- Laricifomes
- Lasiochlaena
- Neolentiporus
- Niveoporofomes[3]
- Oligoporus
- Osteina
- Parmastomyces
- Phaeolus
- Pilatoporus
- Piptoporus
- Piptoporellus[3]
- Pseudofibroporia[4]
- Ptychogaster
- Pycnoporellus
- Postia
- Rhodofomitopsis[3]
- Rhodonia[5]
- Rubellofomes[3]
- Spelaeomyces
- Ungulidaedalea[3]
- Xylostroma